# 入侵黑火蟻
入侵黑火蟻（學名：Solenopsis richteri，常縮寫為BIFA），簡稱黑火蟻，又称里氏火蚁，為原產於南美洲的火蟻屬物種，過往曾將該物種歸類為入侵紅火蟻之亞種或體色變種。入侵黑火蟻與入侵紅火蟻被歸類為兩大入侵火蟻，常導致農作物損害、休閒活動阻礙，道路瀝青破壞等後果。

## 分佈
入侵黑火蟻原產於南美洲巴拉那河流域，主要分佈於阿根廷北部、巴拉圭西部、巴西南部及烏拉圭全境。1918年從阿拉巴馬州摩比爾意外引入美國，美國目前評估入侵黑火蟻僅分佈於密西西比州東北部、阿拉巴馬州西北部和田納西州南部郡份。

## 物種描述
入侵黑火蟻尾部顏色暗淡，上腹部具有黑色輪廓的金色斑塊，其觸角分十節，身體共分為頭、胸、腰、腹四節。具有中等唇基的牙齒及筆直的中胸後側片。蟻后交配後可以產下數十顆卵，每天可生產多達800顆卵，卵的孵化期約為7至10天，由蟻后親自餵食幼蟲，同時由工蟻負責餵食蟻后。幼蟲經過6至10天後化蛹，出生後9至15天成長為成蟲。蟻群中包含10萬至50萬工蟻，數百隻有翅體，以及單一蟻后。蟻后具7年以上的壽命，工蟻則具5星期以上的壽命。入侵黑火蟻的體內含水量高於入侵紅火蟻，然由於入侵黑火蟻的保水率遜於後者，因此在乾燥、炎熱的環境中入侵黑火蟻具有明顯較高的死亡率。
入侵黑火蟻具有寬約0.40公尺，高約0.25公尺的錐形土製蟻丘，其外殼堅硬且耐雨水，在土壤較硬時尺寸可達超過1公尺高，1.5公尺寬。蟻道約在地表25至50毫米以下，呈輻射狀分佈，供工蟻進出覓食。入侵黑火蟻蟻丘常築於開闊且陽光充足處，亦可於腐爛木材、樹樁和樹木周圍築巢。已有報告指出，入侵黑火蟻開始在牆體空隙、管道周圍、建築結構等人造結構中築巢，並受電氣吸引入侵家用電錶、交通信號控制箱及機場跑道燈等戶外電氣設備中。
入侵黑火蟻的最佳覓食條件是氣溫21.1至29.4°C間，且地面溫度須低於35°C。入侵黑火蟻覓食具有明顯分工，先由部份工蟻尋找獵物並進行獵捕，而另一部份工蟻則負責將獵物運回巢穴。入侵黑火蟻主要捕食螽斯、沫蟬、蜘蛛、家蠅、步行蟲、粉介殼蟲、黃瓜甲蟲等昆蟲，有時也會攝取產油種子。同時也觀察到入侵黑火蟻並非全然將獵物殺死，而是會畜養部份獵物以持續性榨取其體液維生。

### 生命史
入侵黑火蟻的孵化時間隨分工和性別各有差異，孵化後將經歷四次蜕皮期，工蟻會從中幫助幼蟲進行脫皮並為幼蟲施加少量毒液以預防天敵。進入結蛹期後工蟻會將其集中儲藏，並時常將蛹搬運於各蟻室間，以調整至最適合蟲體發育的濕度。最終蟲體會破蛹為成蟲，年輕成蟲稱為「初羽化體」（callow），蟲體柔軟呈淺色，並在數天中逐漸變得暗沉、堅硬。當氣溫於23.9至32.2°C之間、地面溫度超過18.3°C且濕度夠高時，將會觸發入侵黑火蟻的婚飛機制，期間會由數百個蟻后與雄蟻一起於空中進行交尾，並於母巢下風處形成新的子巢。
在美國，入侵黑火蟻除一月以外的月份皆可觸發婚飛，然在南美洲，婚飛通常僅發生於一月至四月間。入侵黑火蟻的群體需要兩年時間才能發展成熟，在美國的群體產卵量具有季節性，僅三月至十一月月期間會產卵，且會先產繁殖蟻卵，後才為工蟻卵。在南美洲的群體產卵量於夏季（一月至三月）和冬季（七月至九月）達到高峰，夏季卵只會發育為工蟻，冬季卵則會發育為各階層的個體。

## 分類史
入侵黑火蟻1909年由奧古斯特-亨利·福雷爾於阿根廷及烏拉圭的新熱帶界發現，並認為其為南方火蟻的變種，故將其命名為Solenopsis pylades var. richteri，模式產地為阿根廷布宜諾斯艾利斯及烏拉圭蒙特維多；1911年，奧古斯特-亨利·福雷爾於《德意志昆蟲學雜誌》中將該物種重新認定為南方火蟻之亞種。1936年，赫爾曼·奧古斯特·艾茨曼將該物種併入南方火蟻中，1966年改隸Solenopsis saevissima。1972年，由W· F·布倫（W. F. Buren）首次將入侵黑火蟻認定為新物種，並命名為Solenopsis richteri。

## 毒性
入侵黑火蟻的毒液具有溶血、神經和細胞毒性，會抑制鈉和鉀腺脢活性，降低線粒體的呼吸作用，同時亦阻斷體內磷酸化作用，對嗜中性球和血小板功能產生負面影響，抑制一氧化氮合成，並有機率激活體內凝血作用。該作用會導致患者處於高凝血狀態，進而產生過敏症狀。紀錄中入侵黑火蟻已造成多起死亡或重傷事件，患者多為嬰幼兒、高齡者和過敏族群。嬰幼兒、高齡者被入侵黑火蟻攻擊後，容易產生嚴重併發症，進而導致死亡，罕見案例中，高齡者在經歷重度叮咬後，產生意識受損的症狀。

## 環境影響
於農業中，入侵黑火蟻會啃食大豆、茄子、玉米、黃秋葵、草莓、馬鈴薯等經濟作物植株，以及保護農作物的有益昆蟲，同時他們啃咬樹皮和柑橘樹嫩芽和果實的行為，也間接導致植株遭病原體侵入，形成嚴重經濟損失。於休閒中，入侵黑火蟻的錐形蟻丘導致公園及自然景觀的破壞，同時由於蟻道對土壤曝氣和入滲的改變，將使土壤酸鹼值上升而使植被荒蕪。

## 外部連結
- . 國際農業及生物科學中心（英语：Centre for Agriculture and Bioscience International）數位圖書館.   [2023-05-11]. （原始内容存档于2008-05-14）.
- . 全球入侵物種資料庫.   [2023-05-11]. （原始内容存档于2009-09-25）.